# Sophie Oluwole
Sophie Bosede Oluwole, nigerijska filozofinja, * 12. maj 1935, Igbara-oke, † 23. december 2018.
Bila je prva doktorica filozofije v Nigeriji. Veljala je za predstavnico jorubske filozofije. Poleg tega je poudarjala vlogo žensk v filozofiji in premajhno zastopanost Afričanov v izobraževanju. 

## Življenje in šolanje
Sophie Abosede Oluwole je bila rojena leta 1935 v Igbara-Oke v Nigeriji, kot osmi otrok staršev trgovcev. Abosede Oluwole je že, kot zelo mlada, v osnovni šoli govorila o problemih šolskega sistema, nepravičnosti, seksizmu in mnogih drugih kompleksnih temah. [1] Ime Sophie je dobila od ravnatelja njene osnovne šole (Anglikanska osnovna šola sv. Paula), ki je trdil, da je izjemno pametna. [1]
Svoje šolanje je nadaljevala v Dekliški anglikanski šoli v Ile-Ife in nato v Visoki šoli za ženske v Ileshi. Po končanem šolanju, leta 1954, je postala kvalificirana učiteljica. Leta 1963 se je skupaj z možem, ki je imel štipendijo, preselila v Moskvo, kjer je nameravala študirati ekonomijo. Le leto kasneje se je njen mož, zaradi težavnosti ruskega jezika odselil v ZDA, da bi tam nadaljeval svoje šolanje. Sophie pa se je leta 1964 preselila v Nemčijo, kjer je pridobila polno štipendijo za filologijo. Toda namesto izobraževanja se je odločila, da odide k svojemu možu v ZDA. Leta 1967 je zapustila ZDA in se preselila nazaj domov, v Nigerijo, kjer se je vpisala na Univerzo v Lagosu, z angleščino kot glavnim jezikom. Čez nekaj časa se je odločila, da se bo preusmerila v filozofijo, zaradi “fobije” pred profesorjem Wolejem Soyinko, ki je veljal za akademsko pošast. Njeno zanimanje za filozofijo je začelo naraščati in imela je priprojeno sposobnost, da na vprašanja gleda kritično. Svojo prvo diplomo je pridobila leta 1970, kot najboljša v razredu. [2]

## Vplivi
Močan vpliv na njeno delo in intelektualni razvoj je imela njena učiteljica dr. Errke Maule, ki je spodbudila njeno zanimanje in nagnjenost k analizi tradicije filozofije. Prav tako je njeno kritično srečanje in reakcija na učenje A. G. Elgooda, vplivalo na to, da je postala neomajna zagovornica afriške kulture. Elgood naj bi izjavil nekaj slabšalnih komentarjev o afriški kulturi, čemur je Oluwole kritično nasprotovala in se uprla. Trdil naj bi, da so Afričani fatalisti. Bistvo Elgoodovega vpliva na Oluwole je bilo, da je postala nezaupljiva do zunanjih (tj. neafriških) pripomb o Afriki, afriški kulturi in njenih ljudstvih. Tretja stvar, ki je močno prispevala k njeni usmeritvi v afriško filozofijo, je njeno naključno branje, Abimboline klasike, Awon Oju Odu Mereerindinlogun. Njena hči Funke Geshide je ob šolanju na Univerzi v Lagosu prebirala o Yorubi in verah, ko pa se je poročila in nato odselila, so mnoge njene zbirke knjig ostale doma pri njeni materi. To je vzpodbudilo njen preskok iz filozofskega trenda v preučevanje ustnega izročila Yoruba.

## Delo
Ne glede na njeno preteklost se je Oluwole hitro uveljavila kot vodilna osebnost na nastajajočem področju afriške filozofije. Med letoma 1989 in 1996 je izdala pet knjig o afriški filozofiji, Branje afriške filozofije (1989), Čarovništvo, reinkarnacija in božja glava (vprašanja afriške filozofije) (1992), Ženske v tradicionalni misli Yorube (1993), Filozofija in ustno izročilo (1995) in Demokratični vzorci in paradigme: Izkušnje Nigerijskih žensk (1996). Oluwole se je leta 1997 osredotočila na pomen afriških študij in se z veliko odločnostjo zavzemala, da nigerijskim študentom zagotovi dobra študijska besedila, zlasti o afriških študijah. Še leta 1997 je bila Oluwole tudi urednica klasične knjige Ženske v ruralnem okolju; publikacija, ki jo je sponzorirala Fundacija Friedrich Ebert. 
Profesorica Sophie Oluwole se je ukvarjala z mnogimi filozofskimi temami, predvsem izobraževanjem, vprašanju žensk in spolov, domorodnim znanjem – ki ga je zajela v svojih magistrskih delih o Ifá vedeževanju v svojih filozofskih diskurzih – in o pomenu maternega jezika pri učenju v zgodnjem otroštvu. Čeprav je na področju afriške filozofije ena najmočnejših predstavnic, ni bila običajna učenjakinja. Šele po uradni upokojitvi z Univerze v Lagosu je imela priložnost svoje filozofske ideje v celoti prakticirati in predstaviti širši javnosti. [1]
Največjo odmevnost sta dosegli njeni knjigi Čarovništvo, reinkarnacija in božja glava (vprašanja afriške filozofije) (1992) ter Filozofija in ustno izročilo (1995). Glede na kulturno specifične teme se je Oluwole ukvarjala z nekaterimi vprašanji, ki igrajo pomembno vlogo v vsakdanjem afriškem življenju: analiza magije, vera v fatalizem in reinkarnacijo, vera v čarovništvo, vera v Boga in načela jorubske morale. Prav tako pa je v nekaterih njenih delih (npr. zbirka njenih esejev in predavanj od leta 1976 do zgodnjih 1990-ih, Čarovništvo, reinkarnacija in božja glava (vprašanja afriške filozofije)... ) razpravljala o nekaterih trajnih vprašanjih v afriški filozofiji, in tudi o neafriško specifičnih političnih vprašanjih. 
Njeno prvo večje delo je knjiga z naslovom Čarovništvo, reinkarnacija in božja glava (Vprašanja afriške filozofije). Poudarila je, da se fenomena čarovništva ne smemo lotiti s toge, znanstvene perspektive, ki izključuje vse, kar ne sodi v sistem. Misteriji so pojavi, ki še niso razumljeni in pojasnjeni, kar pa ne pomeni, da jih nikoli ne bo mogoče razumeti; še 
vedno obstaja možnost razlage v prihodnosti (Oluwole, 1992: 19). Znanost jih ne bi smela preprosto ignorirati ali razglasiti za neresnične, temveč bi morala analizirati in dokumentirati te pojave ter poskušati razumeti kako delujejo. Razpravljala je tudi o problemu fatalizma in racionalnih osnovah Yorùbá etike. 
Neafriški specifiki in eseji o političnih temah so "Koncept univerzalnega boga", "Institucionalna nevtralnost in akademska svoboda" in "Demokracija ali povprečnost?" Njen esej o institucionalni nevtralnosti je kritična reakcija na prejšnje delo F. A. Adeigboja (1985) o "Argumentih nevtralnosti in izobraževalni pomembnosti": "Analogija šahovske igre". Glede akademske svobode je predlagala, da zahteve univerz po akademski svobodi ni mogoče ločiti od vprašanja individualne nevtralnosti vsakega akademika. 
Njena analiza o »demokraciji ali povprečnosti« je provokativna. Demokracija temelji na splošni volilni pravici in upravičenosti vsakega posameznika do vladanja, čeprav je volilna pravica kot temeljna politična pravica nedvomna, je splošna upravičenost nekoliko bolj problematična. Ljudje smo si različni tako po lastnostih kot po sposobnostih; posledično niso vsi ljudje enako usposobljeni za izvajanje oblasti. Tako je problem sodobnih demokratičnih družb njihovo zanemarjanje »specifikacija lastnosti, ki upravičujejo imenovanje člana države, da drži vajeti vlade, da stoji za demosom, da organizira, načrtuje, upravlja in regulira celotno družbo ljudstva, ki mu zaupa svoje pravice, da vodi svoje življenje tako, kot se mu zdi najboljše« (Oluwole, 1992: 120). Njen zadnji esej v delu "Afričani in morala jedrske vojne" je afriška perspektiva in premislek o univerzalnem in etičnem vprašanju o jedrskem orožju in vojni. Njen argument je, da »če morajo filozofi predstaviti krik proti jedrski vojni na platformi morale, potem moramo začeti z aksiomom, ki obsoja vse vojne – konvencionalne ali jedrske« (Oluwole, 1992: 137-138). 
Po njeni oceni je Afriška veja filozofije v svetovnem merilu premalo zastopana in priznana v primerjavi z zahodno tradicijo. Menila je, da je bil star afriški filozof Orunmila v nekaterih pogledih predhodnik Sokrata. Ta dva misleca, ki predstavljata vrednote afriške in zahodne tradicije, sta imela na Oluwoljeva dela zelo izrazit vpliv. Primerja ju je tudi v eni izmed njenih knjigi z naslovom Socrates in Orunmila. [2]
Še en vidik jorubske filozofije, ki jo je navdihnil, je korpus Ifa. Zanimanje za korpus Ifa, ki je bil dotlej zasnovan zgolj kot vedeževalni sistem, se je začelo z njeno razpravo o »Afriški filozofiji, kot je prikazana v korpusu Ifa« (1996). Na podlagi dokazov iz dveh verzov iz korpusa Ifa (verza: Oyeku meji in Oworin meji), je pokazala, kako so nekatera starodavna afriška literarna dela primerki stroge filozofije. 
V svojem prispevku »Znanost v Yorùbskem ustnem izročilu« (2007) in »Pregovori kot izrazi afriške filozofije« (2010) se je Oluwole lotila analize afriških pregovorov, da bi dokazala, da so bili starodavni afriški misleci racionalni, znanstveni in filozofski v strogem smislu rabe izražanja, znanosti in filozofije. 
Njena resnično izjemna kariera in dosežki razkrivajo njene zavidljive prispevke k razvoju afriške filozofije. Širina in globina njenih del nista samo impresivni, ampak tudi svetovno priznani. Prejela je številne nagrade tako na afriški kot svetovni ravni. Je prejemnica nagrad: Bundesstudentenring (Zahodna Nemčija 1965-1967), University of Lagos Postgraduate scholarship award 1971-1972; leta 1997 je bila prva prejemnica nagrade Jeana Harrisa za izjemen prispevek k napredku in razvoju žensk v družbi ter prejemnica Emotan award for women achievers in 2001. [3]

## VIRI
1. AJELUOROU, Anote. "Socrates and Orunmila… Putting Premium On Africa's Indigenous Philosophy". [citirano 19. 11. 2022]. Dostopno na naslovu: https://guardian.ng/art/socrates-and-orunmila-putting-premium-on-africas-indigenous-philosophy/.
2. OBE, Taiwo. SHE WHO WAS DIFFERENT. [citirano 19. 11. 2022]. Dostopno na naslovu: https://medium.com/@araisokun/she-who-was-different-adccb087c91b.
3. "My mum never believed I could become a professor –Sophie Oluwole". [citirano 20. 11. 2022]. Dostopno na: https://punchng.com/mum-never-+believed-become-professor-sophie-oluwole/.